# قرار مجلس الأمن التابع للأمم المتحدة رقم 289
قرار مجلس الأمن التابع للأمم المتحدة رقم 289، الذي اتخذ بالإجماع في 23 نوفمبر 1970، في أعقاب عدة عمليات توغل سابقة قامت بها القوات البرتغالية إلى جمهورية غينيا، طالب المجلس بالانسحاب الفوري لجميع القوات المسلحة الأجنبية، والمرتزقة، والمعدات العسكرية، وقرر إيفاد بعثة خاصة، يتم تشكيلها بعد التشاور بين رئيس مجلس الأمن والأمين العام، إلى الإقليم.